# زرزور أزرق الأذنين كبير
زرزور أزرق الأذنين كبير (بالإنجليزية Greater blue-eared starling) هو نوع من الطيور من فصيلة الزرزوريات،
يتواجد في شرق السنغال إلى إثيوبيا وحتى الجنوب عبر شرق أفريقيا إلى شمال شرق جنوب أفريقيا وأنغولا. وهو نوع شائع جدًا من الطيور الغابة المفتوحة، ويقوم البعض منه بالهجرة الموسمية.
هو طائر قصير ذنب، يبلغ طوله 22 سم.